# أسارير (اسم)
أَسَارِير هو اسم علم مؤنث من أصل عربي، جاء الاسم على صيغة أفاعيل، ومعناه هومحاسن الوجه.